# Andropolia pulverulenta
Andropolia pulverulenta là một loài bướm đêm trong họ Noctuidae.